# North Bay Village
North Bay Village – miasto w Stanach Zjednoczonych, w stanie Floryda, w hrabstwie Miami-Dade. Obejmuje grupę sztucznych wysp na zatoce Biscayne, pomiędzy miastami Miami i Miami Beach.